# سلمى نصار
سلمى نصار (مواليد 14 أغسطس 1991، القاهرة) لاعبة اسكواش مصرية سابقة.

## السيرة الشخصية
لعبت سلمى نصار في جولات WSA العالمية من 2007 إلى 2014، وفازت بلقب خلال تلك الفترة. حصلت على لقب في بطولة الخليج العربي الدولية WISPA في فبراير 2011. وكانت في النهائيات ثلاث مرات أخرى في الجولات العالمية. حققت أفضل ترتيب لها في التصنيف العالمي بالمرتبة 58 في أكتوبر 2013.
شاركت في بطولة العالم للسيدات فردي (سوهو سكوير) في مدينة شرم الشيخ في عام 2010، حيث فازت في الأدوار التمهيدية، في اليوم الأول فازت على ندي القلعاوي 3-0 يوم 15 سبتمبر 2010، وخسرت في اليوم الثاني من هبة التركي 3-1 يوم 16 سبتمبر 2010.
شاركت في نهائيات بطولة واشنطن الأمريكية للإسكواش في عام 2013، وواجهت نوران جوهر. وخسرت نهائي بطولة سويسرا الدولية المفتوحة للاسكواش للسيدات في مدينة جنيف من مريم إبراهيم متولي بنتيجة 3-1.
وتأهلت إلى دور ال8 من بطولة شيخة السعد في مركز يوسف المشاري بنادي القادسية في الكويت في عام 2010، حيث فازت على الجنوب أفريقية اديل نونان، ثم واجهة الماليزية سيتي منيرة، ثم خسرت من الماليزية ارنولد في مباراة نصف النهائي 3-0.

## نجاحات
- فازت بلقب اتحاد الاسكواتش للسيدات: 1

## روابط خارجية
- سلمى نصار على موقع squashinfo